# Выборгская целлюлоза
ОАО «Выборгская целлюлоза» — целлюлозно-бумажный комбинат, градообразующее предприятие посёлка Советский. 12 мая 1926 года в посёлке Йоханнес фирма Hackman официально начала постройку сульфит-целлюлозного завода. Строительство завершилось на следующий год, тогда же был совершён выпуск первой партии сульфитной небелёной целлюлозы. 12 мая традиционно отмечается День комбината. Комбинат расположен рядом с Выборгом, который имеет морской порт и железнодорожное сообщение, как с Россией, так и Финляндией. Заметным периодом в истории комбината стал 1998—2000 годы, когда предприятие было захвачено его работниками и управлялось коллективно.

## История

#### Финский период
12 мая 1926 г. 
Фирмой Hackman (Финляндия) заложен первый камень на строительство сульфит-целлюлозного завода.
19 мая 1927 г. 
Строительство завершено, выработана первая продукция — сульфитная небеленая целлюлоза.
После Зимней войны, согласно подписанному 12 марта 1940 года Московскому договору, посёлок Йоханнес, в составе Выборгской губернии, был передан СССР.

#### Советский период
март 1940 г. — сентябрь 1941 г. 
Планировалось выработать в 1941 году:
- 21 000 тонн целлюлозы по варке
- 17 651 тонн товарной целлюлозы
- 3 055 тонн бумаги.

#### Период Великой Отечественной войны
С 1 июля 1941 года по 31 мая 1944 года посёлок был оккупирован финскими войсками.

#### Послевоенный период
Январь 1946 г.
После восстановления введён в эксплуатацию первый варочный котёл, получена товарная целлюлоза. Всего в 1946 году введено в эксплуатацию 3 варочных котла. Выработано 5 976 тонн целлюлозы по варке.
апрель 1947 г.

Запущена бумагоделательная машина по переработке отходов сортирования целлюлозы производительностью 4 500 тонн в год.
февраль 1949 г.

Введён в эксплуатацию сульфит-спиртовой завод производительностью 280 000 дкл спирта в год.
август 1955 г.

Начал работать дрожжевой цех производительностью 1 315 тонн белковых дрожжей в год.
1956 г.

После реконструкции 1953-55 гг. достигнута проектная мощность комбината. В 1956 году выработано:
- целлюлозы по варке — 34 703 тонны
- товарной целлюлозы — 30 411 тонн
- бумаги всего — 8 402 тонны
- спирта этилового — 200 000 дкл
- кормовых дрожжей — 340 тонн

сентябрь 1961 г.

Пуск цеха углекислоты производительностью до 1 600 тонн в год.
1961—1985 гг.

Предприятие стабильно работает. Выполняются государственные планы и социалистические обязательства.
17 мая 1985 г.

Советом министров СССР принято постановление о генеральной реконструкции предприятия с привлечением зарубежных фирм.
1988 г.

Реконструкция комбината завершена.
Введены в эксплуатацию:
- целлюлозное производство производительностью по варке 63 000 тонн в год
- производительностью бумаги-основы производительностью 60 000 тонн в год
- производство переработки бумаги производительностью 30 000 тонн в год
- производство переработки щелоков производительностью 6 200 тонн кормовых дрожжей в год.

Введено в эксплуатацию 116 109 м2 жилья, построен ряд других объектов производственного и социального назначения. Численность работающих увеличилась в 2 раза.

#### Пост-советский период
1992 год — приватизация предприятия. По оценкам ряда исследователей была проведена с грубыми нарушениями.
апрель 1994 г.
Зарегистрировано ОАО «Выборгский ЦБК». Предприятие работает нестабильно, начался спад в работе производства.
6 марта 1998 г.
Захват рабочими Выборгского ЦБК — установление рабочей власти на Выборгском целлюлозно-бумажном комбинате. Комбинат работает под контролем трудового коллектива с 6 марта 1998 г. по 18 января 2000 г.

#### В XXI веке
2001—2003 гг.

Предприятие работает стабильно, наращивая объёмы производства. Улучшается качество продукции, обновляется её ассортимент.
август 2003 г.

Начат выпуск целлюлозного мелованного картона европейского[уточнить] качества.
За 2004 год выпущено:

- целлюлозы по варке 63 584 тонн, что на 13,6 % больше, чем в 2003 году
- бумаги и картона всего 66 100 тонн, что на 14 % больше, чем в 2003 году
- товарной продукции в действующих ценах 1 353 586 тыс. руб., что на 19,7 % выше показателей за 2003 год.

июль 2005 г.

Производство картонно-бумажной продукции превысило 7 000 тонн, что на 40 % выше проектных показателей.
Выпуск порошкообразных лигносульфонатов превысил 3 500 тонн по сравнению с июлем 2004 года.
август 2005 г.

Производство картонно-бумажной продукции превысило 7 200 тонн.
март 2009 года
ОАО «Выборгская целлюлоза» завершило реконструкцию транспортно-упаковочной линии производства бумаги-основы.
Смонтирована новая линия транспортировки рулонов бумаги и картона с бумажной фабрики на склад готовой продукции с использованием лифта-кантователя (фирмы ФИСС, Италия) рассчитанного на тяжёлые рулоны картона форматом до 2,8 метра и весом до 4.0 тонн. Произведена реконструкция упаковочной машины. Это позволит приступить к выпуску белого картона для гофротары (вайт топ лайнер) с диаметром 1350 мм по евростандарту, а также увеличит производительность линии транспортировки. В результате вырастут поставки вайт топ лайнера в Европу и крупным отечественным потребителям. Объем инвестиций составил около 20 миллионов рублей.
Поставка кантователя профинансирована ОАО «ВТБ» в рамках программы реконструкции ОАО «Выборгская целлюлоза». 

Начато строительство цеха по производству древесных гранул.
В июне 2011 года было официально открыто производство по выпуску древесных гранул. Осенью планируется запустить 2-ю очередь производства. Однако в том же году компания «Сименс» потребовала признать предприятие банкротом.
В 2020 году в Выборге была зарегистрирована компания «Выборгский ЦБК», данное наименование с советского периода является общеупотребимым для местных жителей именно в отношении целлюлозно-бумажного комбината. Новая компания связана с АО «Сегежский ЦБК» из лесопромышленной Segezha Group корпорации АФК «Система». Предполагается, что данное действие является приготовительным перед покупкой ОАО «Выборгская целлюлоза», который долгие годы находится в неудовлетворительном экономическом состоянии.

## Приватизация и захват предприятия работниками
В 1995 году комбинат был приватизирован. В 1996 году он был признан банкротом. В 1997 году его активы приобрела кипрская фирма «Нимонор инвестментс лимитед».

Комбинат простаивал, рабочим не платили зарплату несколько месяцев. Станислав Маркелов, впоследствии оказавший работникам предприятия юридическую помощь, вспоминал: 
Там в буквальном смысле начался голод. Денег не было, и люди занимали и отдавали долги картофелем. В городскую столовую приводили детей, чтобы они посмотрели на еду. Держали их на подножном корме, летом собирая грибы, ягоды. 
После попытки увольнения заводской охраны без оплаты задолженности по зарплате 6 марта 1998 года работники приняли решение захватить завод и назначить своё руководство. Выбранным ими руководителем стал бывший кадровый военный Александр Ванторин. Было создано ЗАО «Выборгский ЦБК», учредителем которого стал профсоюз. Весной 1998 года заработали подсобные предприятия завода, а 5 декабря 1998 года рабочие восстановили главную бумагоделательную машину ЦБК.
Юридический собственник комбината, «Нимонор инвестментс лимитед», весной 1999 года решил его продать. Покупателем стал Александр Сабодаж, владелец «Alcem UK». 13 июля 1999 года Сабодаж в сопровождении судебных приставов и бойцов частной охранной организации безуспешно пытался установить контроль над комбинатом.
В ночь с 13 на 14 октября 1999 года при содействие бойцов спецподразделения «Тайфун» была осуществлена вторая попытка «Alcem UK» установить контроль над комбинатом. Рабочие оказали этому противодействие, несколько десятков человек было ранено.
После этого «Alcem UK» стала принуждать другие компании расторгнуть договоренности с ЗАО «Выборгский ЦБК», началась блокада автотранспорта. Всё это привело к тому, что опять начались задержки выплаты заработной платы. «Alcem UK» стал заключать договоры с работниками комбината, выплачивая им небольшие суммы.
16 января 2000 года произошел окончательный переход комбината под контроль «Alcem UK».
Данная ситуация неоднозначно оценивалась различными акторами общества. Однако ряд исследователей отмечают данный эпизод значимым в истории развития экономики России, рабочего и активистских движений.

## Руководство
С 2003 года генеральный директор — Шалаев Михаил Юрьевич.

## Продукция
Комбинат производит картон, бумагу для обоев, лигносульфонаты, лигногран и кормовые дрожжи.